# Sáo cánh hung
Onychognathus fulgidus là một loài chim trong họ Sturnidae.
Loài chim này được tìm thấy ở Angola, Benin, Cameroon, Cộng hòa Trung Phi, Cộng hòa Congo, Cộng hòa Dân chủ Congo, Bờ Biển Ngà, Guinea Xích Đạo, Gabon, Ghana, Guinea, Liberia, Nigeria, São Tomé và Príncipe, Sierra Leone, Nam Sudan Sudan, Tanzania, Togo và Uganda. Loài này cũng được tìm thấy ở Kolkata Ấn Độ